# Werner Ernst von Lettow
Werner Ernst von Lettow (* 21. Juni 1738; † 19. April 1789 in Klein Schwirsen, Rummelsburger Kreis) war ein preußischer Rittergutsbesitzer, Landrat und Kriegs- und Domänenrat.
Er stammte aus der pommerschen uradligen Familie von Lettow. Sein Vater Peter Ernst von Lettow (* 1700; † 1757) war Major in einem Infanterieregiment und Erbherr auf Wocknin (er erwarb 1746 die Anteile Wocknin a und b) und Gadgen im Rummelsburger Kreis. Seine Mutter Agnes Clara (* 1708; † 1779) war ebenfalls eine geborene von Lettow. 
Werner Ernst von Lettow trat 1752 in die Preußische Armee ein, wo er bis zum Hauptmann („Capitain“) in einem Infanterieregiment aufstieg. 1765 erwarb er von seiner Mutter Wocknin a und b. 1770 konnte er noch Wocknin c erwerben und vereinigte damit ganz Wocknin in seiner Hand.
Als 1772 mit der Ersten Polnischen Teilung das benachbarte Westpreußen an Preußen kam, wurde er dort im gleichen Jahr zum ersten Landrat des Kreises Conitz ernannt. Doch bereits 1774 wechselte er als Kriegs- und Domänenrat in die Westpreußische Kriegs- und Domänenkammer in Marienwerder; als Landrat folgte ihm Carl Christoph Ludwig von Weiher. Am 20. September 1779 kaufte er für 25.800 fl. das westpreußische Gut Klein Bandtken, veräußerte es jedoch am 10. Juni 1786 schon wieder.
1783 nahm er seinen Abschied und zog sich auf seine Güter in Pommern zurück. Neben Wocknin gehörten ihm Gadgen, Bial (1785 erworben) und Klein Schwirsen (1782/1784 erworben), wo er 1789 starb. 
Werner Ernst von Lettow war in erster Ehe mit Rahel Friederica (* 1740; † 1773), einer geborenen von Below, verheiratet. Nach ihrem Tod heiratete er Elisabeth Louise (* 1730; † 1807), eine geborene von Gaudy. Er hinterließ einen Sohn, Johann Peter Jacob von Lettow (* 1768). 